# Federico Ayos
Federico Ayos (Buenos Aires, 1992. május 22. –) argentin színész.

## Életrajza
Színészetet tanult a Televisa Művészeti Oktatási Központban, a 2020-as évektől, nagyobb szerepeket kapott a Televisa TV társaságtól. A közönség számára a Vészhelyzet Mexikóban, illetve a  A sors keze sorozatokból ismert.

## Filmográfia

### Telenovellák
| Év        | Cím                     | Szerepnév       | Magyar hangja     | TV stúdió |
| --------- | ----------------------- | --------------- | ----------------- | --------- |
| 2023      | Pienso en ti            | Omar Miranda    |                   | Televisa  |
| 2022      | Válaszutak              | Gabriel Núñez   | Karácsonyi Zoltán | Televisa  |
| 2021      | A sors keze             | Gastón Cáceres  | Karácsonyi Zoltán | Televisa  |
| 2020      | Vészhelyzet Mexikóban   | Rafael Calderón | Karácsonyi Zoltán | Televisa  |
| 2019      | El Dragón               | El Flaco        | -                 | Televisa  |
| 2019      | Por amar sin ley        | Julio           | -                 | Televisa  |
| 2017      | Mi marido tiene familia | Bruno           | -                 | Televisa  |
| 2016-2017 | La candidata            | Emiliano        | -                 | Televisa  |
| 2016      | Corazón que miente      | Santiago        | -                 | Televisa  |
| 2000      | Los Iturralde           | Federico        | -                 | Televisa  |